# Kim Il-Guk
Kim Il-Guk est un homme politique nord-coréen. Il est né en Corée du Nord le 25 juillet 1963.

## Carrière politique
Kim Il-Guk est ministre de la culture physique et des sport de Corée du Nord.

## Présidence au comité olympique de la Corée du Nord.
Depuis 2017, Kim Il-Guk est président du comité national olympique nord-coréen. Il participa en février 2019 à une réunion avec le comité olympique sud-coréen et le comité international olympique dans le but d'unifier les deux Corée pour les jeux olympiques d'été de 2020 à Tokyo.
Il part en France pour les Jeux olympiques d'été de 2024 à Paris comme accompagnateur de la délégation nord-coréenne.